# عصرانه
|                                                                                                |  |  |
| یک فنجان چای در فنجان چینی. (نگاره سمت راست) چای و ساندویچ در عصرانه بریتانیایی.(نگاره سمت چپ) |  |  |

چای می‌تواند به عنوان یک وعده غذایی در برخی کشورها محسوب شود که البته این موضوع به فرهنگ و تاریخچه مصرف چای در آن کشور بر می‌گردد. در بسیاری از سرزمین‌های عضو اتحادیه کشورهای همسود، چای به عنوان وعده غذایی اهمیت بسیاری دارد.

## نوشیدن چای در بعدازظهر در بریتانیا
در کشور بریتانیا در ساعت حدود ۴ بعدازظهر، معمولاً یک ساندویچ کوچک (عمدتاً ساندویچ خیار)، بیسکوییت یا کیک به همراه چای مورد استفاده قرار می‌گیرد. اما امروزه بسیاری از مردم بریتانیا همچنین رسمی ندارند و این کار بیشتر در هتلها و چایخانه ها می‌باشد. نحوه سرو چای بدین صورت است که چای معمولاً به صورت فانتزی و در فنجانهای نقاشی شده نوشیده می‌شود.

## نوشیدن چای در ایران
در ایران چای به همراه شکر و ساندویچ کره و پنیر به عنوان صبحانه بسیار مرسوم است، همچنین در عصرانه ایرانی نوشیدن چای جزء جدانشدنی فرهنگ ایرانی است.